# 祐天寺 (目黑區)
祐天寺（日语：／ Yūtenji */?）是東京都目黑區的町名。現行行政地名為祐天寺一丁目與祐天寺二丁目。2013年7月1日為止的人口有4,276人。郵遞區號153-0052。

## 地理
祐天寺屬目黑區的上目黑住區，介於東急東橫線與駒澤通之間，東急祐天寺站以南、淨土宗明顯山祐天寺以北的區域。祐天寺一丁目與祐天寺二丁目以三好通為界。町域內為住宅地、商業區與東京都立目黑高等學校校地，公園等綠化覆蓋面積為0。無論是以面積或以人口為基準的樹木數量都低於目黑區平均。駒沢通的街道樹是美國楓香。

## 歷史
這一帶在江戶時代屬上目黑村與中目黑村。明治22年實施町村制，為目黑村字蛇崩、田切、原一部分。大正12年，為目黑町上目黑四、五丁目與中目黑三丁目一部分。昭和7年目黑區成立，為目黑區上目黑四、五丁目與中目黑三丁目一部分。。昭和43年1月1日實施住居表示，上目黑四、五丁目，中目黑三丁目各一部份合併成立祐天寺一、二丁目。

### 地名由來
此地是東京都著名佛教寺院祐天寺的參道而得名，祐天寺所在地為目黑區中目黑五丁目。祐天寺寺地與行政地名的目黑區祐天寺分別在駒澤通兩側。

## 面積
目黑區祐天寺面積約0.2平方公里，祐天寺1丁目、2丁目各約0.10平方公里。

## 交通
町域內有東急東橫線祐天寺站。祐天寺站東南東側為目黑區祐天寺。目黑區祐天寺東南側為駒澤通。

## 設施
- 東京都立目黑高等學校
- 上目黑住區中心
- 瑞穗銀行祐天寺支店
- 三菱東京UFJ銀行祐天寺支店
- 城南信用金庫祐天寺支店
- 東京Stay目黑祐天寺

## 備註
1. ↑  .   [2013-08-04]. （原始内容存档于2020-05-03）.
2. 1 2 3  『目黑區のみどり　平成16年版』，目黑區，P74,P189,P201。
3. ↑  目黒の地名　祐天寺（ゆうてんじ） 的存檔，存档日期2013-08-06.
4. ↑   東京都総務局統計部人口統計課　編集・発行「東京都区市町村町丁別報告」平成17年国勢調査分、平成22年3月発行、P.248